# Masters of the Universe (1987)
Masters of the Universe (bra: Mestres do Universo; palop/prt: Os Masters do Universo) é um filme americano de super-herói de 1987 produzido pela Cannon Films, baseado na linha de personagens Masters of the Universe.
O filme é estrelado por Dolph Lundgren como He-Man e Frank Langella como Esqueleto.
O filme conta a história de dois adolescentes que conhecem o poderoso guerreiro He-Man, que chega à Terra do planeta Eternia e que está em missão para salvar o universo de seu inimigo, o Esqueleto.
O filme estreou nos Estados Unidos em 7 de agosto de 1987. O filme foi um fracasso comercial, arrecadando US$ 17 milhões em todo o mundo contra um orçamento de US $ 22 milhões,  mas agora é considerado um filme cult.

## Enredo
No planeta Eternia, no centro do Universo, o exército de Esqueleto invade o Castelo de Grayskull, dispersa o restante dos defensores de Eternia e captura a Feiticeira de Grayskull, planejando unir o poder dela ao dele no próximo nascer da lua.
O arqui-inimigo de Esqueleto, o guerreiro He-Man, o veterano Mentor, e sua filha Teela, resgatam Gwildor das forças de Esqueleto. Gwildor, um chaveiro de Thenorian, revela que Esqueleto adquiriu sua invenção: uma "Chave Cósmica" que pode abrir um portal para qualquer lugar usando teclas sonoras. O dispositivo foi roubado pela segunda em comando de Esqueleto, Maligna, permitindo que o Esqueleto violasse o Castelo de Grayskull.
Com o protótipo restante de Gwildor da Chave em mãos, He-Man e seus amigos viajam para o Castelo. Eles tentam libertar a Feiticeira, mas são dominados pelo exército de Esqueleto e forçados a fugir pelo portal apressadamente aberto por Gwildor, transportando-os para a Terra. A Chave é perdida na chegada e descoberta por dois adolescentes de Nova Jersey, uma menina órfã da escola secundária Julie Winston e seu namorado, Kevin Corrigan. O casa tenta descobrir o que é a Chave e, acidentalmente, enviam um sinal que permite que Maligna rastreie a Chave e envie seus capangas - Saurod, Blade, Homem-Fera e Karg - para recuperá-la.
Kevin, um aspirante a músico, confunde a chave com um sintetizador e leva a uma loja de instrumentos musicais administrada por seu amigo Charlie. A equipe de Karg chega e persegue Julie até He-Man encontrá-la e a resgata. A equipe de Karg retorna a Grayskull onde, irritado pelo fracasso do grupo, Esqueleto mata Saurod e manda os outros de volta à Terra, com uma força maior sob o comando de Maligna. Incapaz de encontrar Julie, Kevin é levado para a casa de Julie por Lubic, um detetive que investiga o distúrbio criado pelo grupo de Karg. Suspeitando que a Chave é um item roubado, Lubic confisca a Chave de Kevin e sai. Imediatamente depois, Maligna captura e interroga Kevin para a localização da Chave com um colar de controle mental, antes de perseguir Lubic.
De volta à Terra, Gwildor repara a Chave Cósmica, e Kevin recria os tons necessários para criar uma portal para a Eternia. O grupo, incluindo Lubic que tenta prendê-los, são transportados para o Castelo de Grayskull, onde começam a lutar contra as forças de Esqueleto. Ressentida por Esqueleto ter absorvido o poder do Universo sem compartilhá-lo com ela, Maligna deserta junto com os outros capangas. Esqueleto acidentalmente liberta He-Man que recupera a Espada de Grayskull. A dupla batalha até He-Man quebrar o bastão de Esqueleto, removendo seus novos poderes e restaurando-o para seu estado normal. He-Man oferece piedade, mas Skeletor puxa uma espada escondida e tenta matar He-Man; He-Man joga Esqueleto da sala do trono para um poço alto abaixo. A Feiticeira liberta e cura Julie, e um portal é aberto para enviar os terráqueos para cá. Aclamado como um herói por sua bravura, Lubic decide permanecer em Eternia.
Julie acorda na manhã das mortes de seus pais por um acidente de avião. Ela os impede de tomar o voo pegando suas chaves e corre para encontrar Kevin. Kevin confirma que suas experiências eram reais, produzindo uma lembrança da Eternia: uma pequena esfera azul contendo uma cena de He-Man em frente ao castelo Grayskull, com a espada erguida acima de sua cabeça.
Em uma cena de pós-créditos, a cabeça de Esqueleto emerge da água no fundo do poço, dizendo: "Eu voltarei!".

## Elenco
- Dolph Lundgren - He-Man
- Frank Langella - Esqueleto
- Meg Foster - Maligna
- Billy Barty - Gwildor
- Courteney Cox - Julie Winston
- Christina Pickles - Feiticeira
- Robert Duncan McNeill - Kevin Corrigan
- Jon Cypher - Mentor
- Chelsea Field - Teela
- Pons Maar - Saurod
- Tony Carroll - Homem Fera
- Anthony De Longis Blade
- Robert Towers - Karg
- James Tolkan - Detetive Lubic
- Barry Livingston - Charlie

## Produção
Um dos rascunhos originais do roteiro de David Odell (cujos créditos anteriores incluem Supergirl e The Dark Crystal) foi revisado no terceiro episódio do podcast He-Man and She-Ra, Masters Cast. O rascunho original incluia mais tempo gasto em Eternia e Serpente Montanha, e até revelou que a mãe de He-Man era originalmente da Terra, conforme o personagem Rainha Marlena na série de animação da Filmation, He-Man and the Masters of the Universe, ligando assim os dois planetas.
Descrevendo seu personagem, Meg Foster disse que Evil-Lyn não é uma vilã, "ela está apenas fazendo seu trabalho e ela sabe como obter resultados, mesmo que isso signifique ser dura". Langella concordou, chamando Evil-Lyn de uma mulher mais dedicada à causa de Esqueleto do que qualquer homem; ela é obsessiva em relação ao Esqueleto porque ela é um pouco carente. Os cineastas consideraram que Foster deveria usar lentes para mascarar seus olhos naturalmente pálidos, mas decidiu que seus olhos naturais se encaixavam melhor no personagem.
Quando lhe foi oferecido o papel, Langella disse que "nem sequer piscou ... não podia esperar para interpretar ele". Langella citou o amor de seu filho de quatro anos de idade por Esqueleto  enquanto corria por sua casa gritando o grito de guerra de He-Man:  "I have the power!", Como a razão pela qual ele escolheu jogar o arqui-inimigo de He-Man.
Inspiração em Jack Kirby
O quadrinista John Byrne comparou o filme com a metasérie de quadrinhos de Jack Kirby, Fourth World, afirmando na Comic Shop News # 497:
| “ | O melhor filme de New Gods, na minha opinião, é Masters of the Universe. Eu mesmo correspondi com o diretor, que me disse que essa era sua intenção, e que ele tentou chamar [Jack] Kirby para fazer os projetos de produção, mas o estúdio não quis. Confira. Isso requer um pouco de flexão e uma mudança de sexo ocasional (Metron torna-se um anão feio, The Highfather torna-se a Feiticeira), mas é um análogo incrivelmente próximo, caso contrário. E o Esqueleto de Frank Langella é um Darkseid dândi! | ” |

O diretor Gary Goddard esclareceu isso em uma carta que aparece no Next Men # 26 de John Byrne, no qual ele afirmou:
| “ | Como o diretor de Masters of the Universe, foi um prazer ver que alguém conseguiu ver isso . Sua comparação do filme com os New Gods de Kirby não estava longe. Na verdade, o enredo foi muito inspirado pelos épicos clássicos Fantastic Four/Doctor Doom, The New Gods e um pouco de Thor jogado aqui e ali. Eu queria que o filme fosse um "filme de quadrinhos", embora fosse uma proposta difícil de vender para o estúdio na época. "Os quadrinhos são apenas para crianças", pensaram. Eles não me permitiam contratar Jack Kirby, que queria desesperadamente ser o artista conceitual do filme... Eu cresci com os quadrinhos de Kirby (eu ainda tenho todos os meus Marvels da primeira edição de Fantastic Four e Spider-Man durante o tempo que Kirby saiu) e eu tive um grande prazer em conhecê-lo quando ele se mudou para a Califórnia. Desde então, gostei da amizade de Jack e Roz e tive a sorte de passar muitas horas com Jack, ouvindo como ele criou esse personagem e aquele, por que um vilão tem que ser ainda mais poderoso do que um herói, e assim por diante. Jack era um grande comunicador, e ouvir ele era sempre um aprendizado. Você pode estar interessado em saber que eu tentei dedicar Masters of Universe a Jack Kirby nos créditos de encerramento, mas o estúdio tirou o crédito. | ” |

Brian Cronin, autor da coluna "Comic Book Urban Legends Revealed", conclui que "o filme em si não se destinava a ser literalmente um Forth World remodelado, embora a intenção fosse fazer o filme uma homenagem a Jack Kirby - apenas uma homenagem a TODO o seu trabalho, não apenas o Forth World".

## Prêmios
- Academy of Science Fiction, Fantasy & Horror Films, USA

Silver Scroll - Outstanding Achievement: Gary Goddard
- International Fantasy Film Award

Best Special Effects